# Lycée Descartes (Tours)
Pour les articles homonymes, voir Lycée Descartes.
Le lycée Descartes est un établissement d'enseignement secondaire et supérieur français au statut d'établissement public local d'enseignement situé dans le centre-ville de Tours.
En 2021, il accueille 1775 élèves et étudiants.

## Histoire
Le lycée existe depuis 1807 à Tours, et s'installe dans le Grand Séminaire Saint-Charles, cœur de son assiette actuelle. Parmi les souscripteurs pour l'établissement du lycée de Tours se trouvent Balzac, Étienne Benoist de La Grandière, André Sain de Bois-le-Comte, Louis Taschereau des Pictières, René Vallet de Villeneuve, Milan d'Astys, Gentien Rangeard de La Germonière, Martel de Gaillon, marquis Anne-Claude de La Bonninière de Beaumont, Le Breton de Vonnes, Gilles de Fontenailles, de La Rue du Can, Chicoyneau de Lavalette, Duchamp de La Frillière, etc.
Le lycée devient mixte en 1969, et reçoit alors les filles du lycée Balzac de Tours, jusqu'alors lycée de jeunes filles. Le lycée Balzac fait de même pendant cette année.
Par décret du 15 décembre 1888 le lycée de Tours prend le nom de lycée Descartes. Il figure à l'inventaire général du patrimoine culturel.

## Enseignements
Le lycée propose un enseignement général et prépare au baccalauréat. En 2021, il accueille 1015 élèves de second cycle. Le lycée abrite des CPGE littéraires (Khâgnes LSH), économiques et commerciales (ECS), et scientifiques (MPI, MP, PSI, PC, BCPST). En 2021, il accueille 760 étudiants de CPGE.

### Classement du lycée
En 2024, le lycée se classe 1re sur 17 au niveau départemental quant à la qualité d'enseignement, et 54e au niveau national. Le classement s'établit sur plusieurs critères: Parmi eux, le taux de réussite au bac, le taux de mention au bac, le taux d'accès de la seconde au bac, les taux attendus au bac ainsi que la valeur ajoutée sur les critères.

### Classement des CPGE
Le classement national des classes préparatoires aux grandes écoles (CPGE) se fait en fonction du taux d'admission des élèves dans un panel réduit de grandes écoles prestigieuses.
En 2023, L'Étudiant donnait le classement suivant pour les concours de 2022 :
| Filière | Élèves admis dans le panel réduit des écoles les plus prestigieuses* | Taux d'admission* | Taux moyen sur 5 ans | Classement national 2023 |
| --- | -------------------------------------------------------------------- | ----------------- | -------------------- | ------------------------ |
| ECG | 34 / 43 élèves                                                       | 79,1 %            | 64,6 %               | 28e sur 151              |
| Khâgne LSH | 5 / 39 élèves                                                        | 12,8 %            | 12,3 %               | 43e sur 77               |
| MP / MP* | 45 / 104 élèves                                                      | 43,3 %            | 26,7 %               | 30e sur 139              |
| PC / PC* | 14 / 68 élèves                                                       | 20,6 %            | 15,8 %               | 57e sur 108              |
| PSI / PSI* | 50 / 87 élèves                                                       | 57,5 %            | 34,1 %               | 19e sur 121              |
| BCPST | 29 / 48 élèves                                                       | 60,4 %            | 56,9 %               | 13e sur 55               |
| Source : Classement 2023 des prépas - L'Étudiant (Concours de 2022). * le taux d'admission dépend des grandes écoles retenues par l'étude. - En filières ECG, 15 écoles retenues dont (HEC, ESSEC, l'ESCP, etc.) - Pour les khâgnes, 6 écoles retenues dont ENS Lyon, et 5 écoles de commerce (HEC, ESSEC, ESCP, EM Lyon et EDHEC). - En filières scientifiques, ce sont un panier de 23 à 25 écoles d'ingénieurs (dont ENS) qui ont été retenus selon la filière (MP, PC, PSI ou BCPST). |                                                                      |                   |                      |                          |

### Vie étudiante
Dans les années soixante existait au lycée un journal lycéen dont le titre était Le Puits cartésien.
Le 3 novembre 2011 est paru le premier numéro du journal trimestriel du lycée, entièrement conçu et rédigé par des élèves : Le Cartésien. Une radio animée par des élèves est également diffusée depuis 2010 dans le foyer des élèves.
En 2012, une équipe formée de 6 élèves de terminale scientifique a remporté le tournoi français des jeunes mathématiciens, gagnant ainsi le droit de représenter la France au tournoi international, tournoi qu'ils terminent avec le 5e prix.
En 2013, une nouvelle équipe remporte à nouveau le concours national, et atteint la finale du tournoi international, obtenant finalement le 2e prix.

## Élèves ou enseignants célèbres
- Honoré de Balzac
- Augustin Mouchot
- Victor Laloux
- Maurice Halbwachs
- Léopold Sédar Senghor
- René Boylesve
- Gilbert Simondon
- Daniel Decourdemanche
- Dominique Ceolin
- Jean Carmet
- Dominique Bussereau
- Yves Bonnefoy
- John Howard Griffin
- Jacques Villeret
- Patrice Leconte
- Jean-Marie Laclavetine
- Martine Le Coz
- Thomas Piketty
- Rama Cont
- Mathieu Dossevi
- Eric Alary
- Pascal Perrineau